# Австрийско-монгольские отношения
Австрийско-монгольские отношения — двусторонние дипломатические отношения между Австрией и Монголией, установленные в июле 1963 года. В 2010 году двусторонний товарооборот между Австрией и Монголией составил 4,4 млн долларов. В 2010 году экспорт Австрии в Монголию составил 3,6 млн долларов.

## История
Дипломатические отношения между Австрией и Монголией были установлены в июле 1963 года.

## Экономические отношения
В 2005 году двусторонний товарооборот между Австрией и Монголией составил 1,0 млн долларов. В 2010 году двусторонний товарооборот между Австрией и Монголией составил 4,4 млн долларов. В 2005 году экспорт Австрии в Монголию составил 0,9 млн долларов. В 2010 году экспорт Австрии в Монголию составил 3,6 млн долларов.

## Послы Монголии в Австрии
- М. Цэнгэг (по состоянию на 2021 год)[4].